# Scotophilus
Scotophilus is een geslacht van zoogdieren uit de familie van de Vespertilionidae (Gladneuzen).
De wetenschappelijke naam van het geslacht werd voor het eerst gepubliceerd door William Elford Leach in 1821. In 1875 publiceerde George Edward Dobson een nieuwe beschrijving van Scotophilus. Volgens hem was de beschrijving van Leach ontoereikend; ze was gebaseerd op een onvolwassen specimen van een vleermuis, waarvan de soort moeilijk te bepalen was.
De soorten komen voor in tropische en subtropische streken in het oostelijk halfrond, in Afrika, Azië en Australië.

## Soorten
Er worden 20 tot 21 soorten in dit geslacht geplaatst:
- Scotophilus altilis G. M. Allen, 1914
- Scotophilus andrewreborii Brooks & Bickham, 2014
- Scotophilus borbonicus (É. Geoffroy, 1803) – Kleine vale vleerhond
- Scotophilus celebensis Sody, 1928
- Scotophilus colias O. Thomas, 1904
- Scotophilus collinus Sody, 1936
- Scotophilus dinganii (A. Smith, 1833)
- Scotophilus ejetai Brooks & Bickham, 2014
- Scotophilus heathii (Horsfield, 1831)
- Scotophilus kuhlii Leach, 1821
- Scotophilus leucogaster (Cretzschmar, 1826)
- Scotophilus livingstonii Brooks & Bickham, 2014
- Scotophilus marovaza Goodman et al., 2006
- Scotophilus nigrita (Schreber, 1774)
- Scotophilus nigritellus de Winton, 1899
- Scotophilus nucella Robbins, 1983
- Scotophilus nux Thomas, 1904
- Scotophilus robustus Milne-Edwards, 1881
- Scotophilus tandrefana Goodman et al., 2005
- Scotophilus trujilloi Brooks & Bickham, 2014
- Scotophilus viridis (Peters, 1852)